# Waverly (Tennessee)
Waverly ist eine City in und Verwaltungssitz von Humphreys County im US-Bundesstaat Tennessee. Das U.S. Census Bureau hat bei der Volkszählung 2020 eine Einwohnerzahl von 4.297 ermittelt.

## Geschichte
Waverly wurde im frühen 19. Jahrhundert von Steven Pavatt als Haltestelle an der Postkutschenstraße zwischen Nashville und Memphis gegründet. Pavatt war ein Fan des Schriftstellers Sir Walter Scott und benannte die Gemeinde nach Scotts Waverley-Romanen. Als Humphreys County 1803 gegründet wurde, wählte man Reynoldsburg, das nordwestlich von Waverly entlang des Tennessee River liegt, als Sitz des Countys. Als sich jedoch 1835 die Ländereien am Westufer des Tennessee abspalteten, um Teil des neu geschaffenen Benton County zu werden, wurde der Sitz des Humphreys County nach Waverly verlegt, das sich zum zentraleren Ort im County entwickelt hatte. Ein Gerichtsgebäude wurde 1836 gebaut, und die Stadt wurde 1838 offiziell gegründet.
Wie der größte Teil von Middle und West Tennessee war Waverly während des Amerikanischen Bürgerkriegs ein entschiedener Befürworter der Konföderierten. Humphreys County stimmte 1861 einstimmig für die Sezession. Unionstruppen besetzten die Stadt 1863, um die Eisenbahnlinie zwischen White Bluff und Johnsonville (heute Old Johnsonville) zu bewachen, letzteres war ein Versorgungsdepot und Umschlagplatz der Konföderierten. Den Unionstruppen gelang es, ein Fort auf dem Gerichtsplatz zu errichten, obwohl sie ständig von konföderierten Guerillas bedrängt wurden. Am 4. November 1864 griffen konföderierte Truppen unter Nathan Bedford Forrest das Bundesdepot an und zerstörten es in der so genannten Schlacht von Johnsonville, die etwa 16 km westlich von Waverly an der Mündung des Trace Creek stattfand.
Am 24. Februar 1978 kam es in der Innenstadt von Waverly zu einer Explosion von Propantankwagen, als ein Zug entgleiste. Die Explosion, bei der 16 Menschen ums Leben kamen, führte zu einer Überarbeitung der Methoden, die von der Tennessee Emergency Management Agency bei der Reaktion auf den Austritt gefährlicher Stoffe angewendet wurden.

## Demografie
Nach einer Schätzung von 2019 leben in Waverly 4146 Menschen. Die Bevölkerung teilte sich im selben Jahr auf in 90,0 % nicht-hispanische Weiße, 5,2 % Afroamerikaner und 0,4 % mit zwei oder mehr Ethnizitäten. Hispanics oder Latinos machten 4,0 % der Bevölkerung aus. Das mittlere Haushaltseinkommen lag bei 42.192 US-Dollar und die Armutsquote bei 16,0 %.

## Verkehr
Waverly liegt an der Kreuzung der U.S. Route 70, die die Stadt mit Nashville im Osten und Memphis im Westen verbindet, und der State Route 13, die die Stadt mit Hurricane Mills und der Interstate 40 im Süden und den ländlichen Gebieten um Erin im Norden verbindet.

## Persönlichkeiten

### Söhne und Töchter der Stadt
- Murray Bowen (1913–1990), Psychiater und Familientherapeut
- George Morgan (1924–1975), Musiker

### Persönlichkeiten, die vor Ort gewirkt haben
- Clarence W. Turner (1866–1939), Politiker, Anwalt und Zeitungsverleger in Waverly